# Aphelochaeta nigrorostrum
Aphelochaeta nigrorostrum är en ringmaskart som först beskrevs av Hartman och Fauchald 1971.  Aphelochaeta nigrorostrum ingår i släktet Aphelochaeta och familjen Cirratulidae. Inga underarter finns listade i Catalogue of Life.